# Кльонова-Подуховна
Кльонова-Подуховна (пол. Klonowa Poduchowna) — село в Польщі, у гміні Кльонова Серадзького повіту Лодзинського воєводства.
У 1975-1998 роках село належало до Серадзького воєводства.